# Heliconius mutabilis
Heliconius mutabilis är en fjärilsart som beskrevs av Butler 1877. Heliconius mutabilis ingår i släktet Heliconius och familjen praktfjärilar. Inga underarter finns listade i Catalogue of Life.